# Авингак, Сьюзан
Сьюзан Авингак (англ. Susan Avingaq, род. 1942, Нунавут) — канадская актриса, кинорежиссёр, продюсер и сценарист инуитского происхождения. Партнёр-основатель Arnait Video Productions, женского кинопроизводства, базирующегося в Иглулике, Нунавут, она наиболее известна своей работой над фильмом «Перед завтрашним днём» (Le jour avant le lendemain), за который она была номинирована на премию Джини за лучший сценарий, лучшую художественную постановку и лучшую оригинальную песню («Памани») на 30-й церемонии вручения премии Джини в 2010 году. 
Она также была продюсером или исполнительным продюсером фильмов «Уванга», «Тиа и Пиуджук», художником по костюмам для «Журналов Кнуда Расмуссена» и «Искателей», арт-директором фильмов «Уванга» и «Искатели», а также сорежиссёром документальных фильмов «Анаана» и «Соль».
Она опубликовала две детские книги, «Рыбалка с бабушкой» (2015) и «Карандаш» (2018), в сотрудничестве с Марен Всетула и иллюстратором Шарлин Чуа, и выступала в качестве рассказчика в детском телесериале «Палатка Анааны» и в театрализованном шоу Лааккулук Уильямсон Батори «Kiviuq Returns».